# Julbelysning

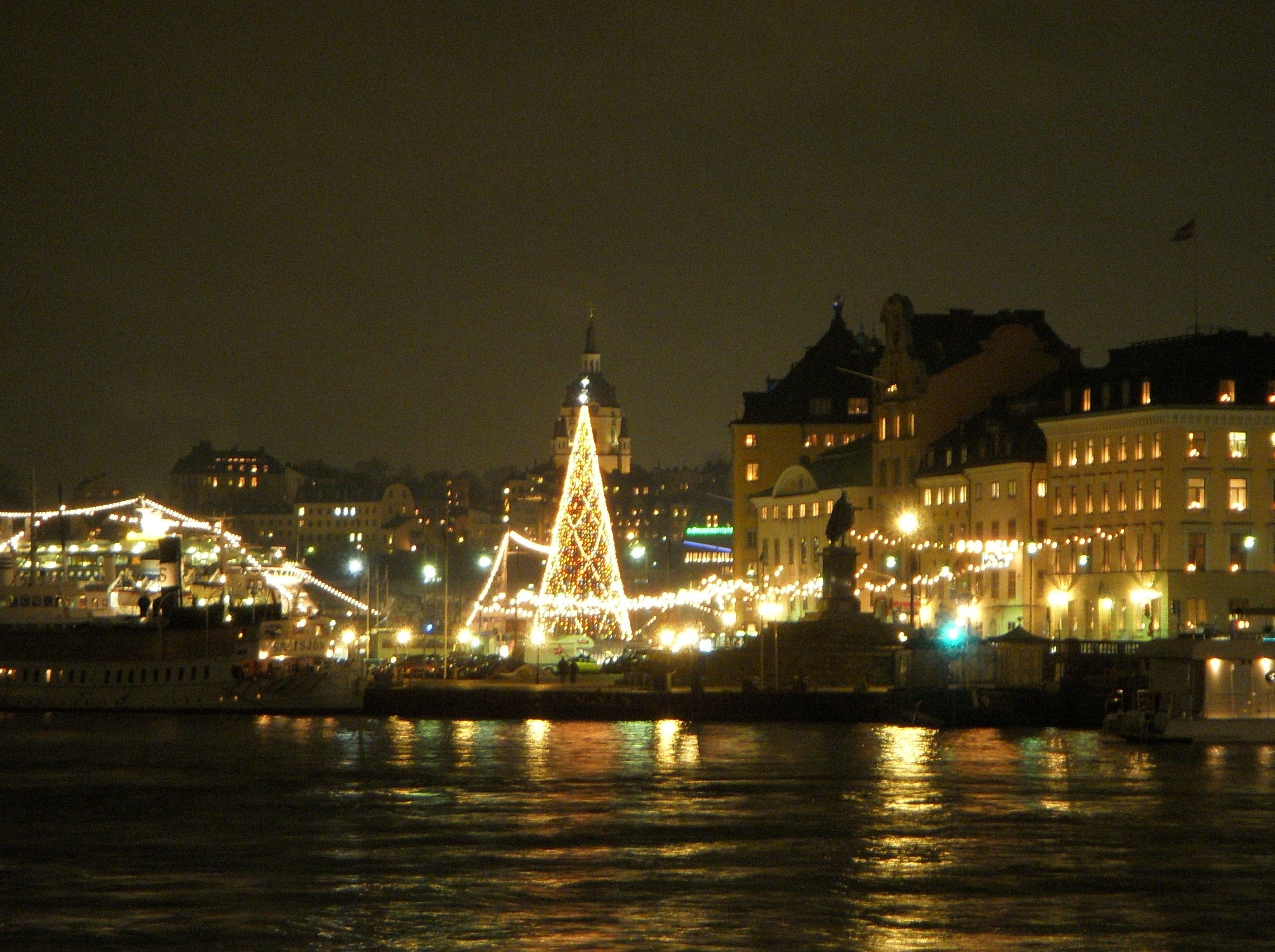
Julbelysning i Gamla stan i Stockholm, första advent 2008.

Julbelysning är de ljus som i dekorationssyfte sätts upp i juletider. Seden går tillbaka till 1700-talets Centraleuropa, då man på många håll, till en början i framför allt överklasshem, pyntade julgranen med stearinljus. Elektrisk julbelysning slog igenom under tidigt 1900-tal, och vid 1900-talets mitt började det bli allt vanligare att man satte upp elektriska ljusslingor längsmed städernas gator.
Elektrisk julgransbelysning lanserades under 1880- och 1890-talen, men var till en början dyrt och först under 1920- och 1930-talen började människor i allmänhet ha råd med det. Den elektriska adventsljusstaken är en svensk uppfinning. De första stakarna tillverkades 1934, men blev populära först under 1980-talet.

## Finland
I Finland började elektrisk julbelysning bli vanligare på 1950- och 1960-talen, oftast i form av lampor i en julgran utanför affärer eller föreningshus. Privat utomhusbelysning förekom sparsamt men blev vanligare under 1970- och 1980-talen, då oftast som lampor i en gran. Fönsterdekorationer som den röda pappersstjärnan med elektrisk lampa var en vanlig juldekoration i finska hem under 1950- och 1960-talen.
Vissa regioner har skapat egna julbelysningssymboler som upplevs som unika för området. I Sydösterbotten är de höga och dekorativa julkorsen en regional symbol. I Jakobstad känner invånarna att symbolerna tro, hopp och kärlek som lyser över Storgatan är deras egen julsymbol. Nykarlebyborna framhåller gärna den flerfärgade Nykarlebystjärnan som sin regionala identitetssymbol.

### Fotnoter
1. ↑  Early History Of Christmas Lights
2. ↑  Hans Henrik Fafner (4 december 2011). ”Vem satte elektriska ljus i julgranen?” (på svenska). Världens historia. http://varldenshistoria.se/samhalle/traditioner/vem-satte-elektriska-ljus-i-julgranen. Läst 31 december 2017.
3. ↑  Fråga forskaren: Vilken är historien bakom den pyramidformade julljusstaken? Åbo Akademi
4. 1 2  Anne Bergman; Carola Ekrem (2020). ”Julens prydnader”. Stora finlandssvenska festboken. Svenska litteratursällskapet i Finland. https://www.sls.fi/sv/utgivning/stora-finlandssvenska-festboken